# Monument Valley (videogioco)
Monument Valley è un videogioco rompicapo sviluppato e pubblicato da Utswo Games, principalmente per dispositivi mobili. Originariamente pubblicato per iOS, è stato poi rilasciato anche per Android e Windows Phone. Una riedizione, intitolata Monument Valley: Panoramic Edition e comprendente anche Monument Valley 2, è stata pubblicata per Microsoft Windows il 12 luglio 2022. 
Il gioco è stato inserito nel servizio omonimo di Netflix il 20 marzo 2023.

## Trama
Ida, una silenziosa principessa, deve fare un viaggio per ottenere l'assoluzione e salvare il suo popolo.

## Modalità di gioco
La protagonista deve navigare fra costruzioni geometricamente impossibili per arrivare alla fine del livello, dieci in totale. Il giocatore può sia manovrare l'ambiente che spostare la principessa interagendo coi vari elementi della zona.
Il gioco ha una prospettiva isometrica.

## Accoglienza
Al suo rilascio, Monumental Valley ha ricevuto recensioni generalmente favorevoli, con un punteggio di 89 su Metacritic. Lo stile artistico e il sound design sono stati particolarmente apprezzati, ma sono invece state criticate la durata del gioco, troppo corta, e la sua facilità. 
Lo stile del gioco è ispirato alle illusioni ottiche di Escher. 
Nonostante la modalità di rilascio premium e la diffusa pirateria, il gioco aveva venduto più di 2,400 milioni di copie al 15 gennaio 2015. 

### Premi
- 2015 - International Mobile Gaming Awards
  - Vincitore del Grand Prix[13]

- 2015 - Italian Video Game Awards
  - Vincitore del Miglior gioco Mobile[14]

- 2014 - Apple Design Award
  - Vincitore[15]
  - Candidatura al Miglior gioco per iPad[10].

- 2014- Game Developers Choice Awards
  - Vincitore del Miglior gioco mobile/portatile[13]
  - Vincitore del Premio per l'Innovazione[16]
  - Vincitore del Miglior stile artistico[16]

- 2014 - D.I.C.E Awards
  - Vincitore del D.I.C.E. Award for Outstanding Achievement in Art Direction[17]
  - Candidatura al D.I.C.E. Award for Outstanding Achievement in Game Direction[18]
  - Candidatura al Outstanding Innovation in Gaming[18]
  - Candidatura al Mobile Game of the Year[18]
  - Candidatura al D.I.C.E. Award for Outstanding Achievement for an Independent Game[18]

- 2014 - British Academy Video Games Awards
  - Vincitore del Miglior gioco britannico '[19]
  - Vincitore del Miglior gioco portatile e per mobile[19]
  - Candidatura al Miglior gioco[19]
  - Candidatura al Miglior raggiungimento artistico[19]
  - Candidatura al Proprietà Originale[19]

## Espansioni e sequel
Il gioco ha ricevuto due espansioni, Forgotten Shores e Ida's Dream.
Un sequel del gioco, Monument Valley 2, è uscito nel 2017 per iOS ed Android. Una versione per PC, in combo col primo gioco, è stata rilasciata nel 2022.
Un altro seguito, Monument Valley 3, è in lavorazione.